# میرزا مرتضی مجتهد کرمانی
 میرزا مرتضی مجتهد کرمانی  از سیاستمداران ایرانی بود، که در   دوره چهارم بعنوان نماینده کرمان در مجلس شورای ملی حضور داشت.